# Sigourney Weaver
Sigourney Weaver (født 8. oktober 1949) er en amerikansk skuespillerinde, bedst kendt for sin rolle som Ellen Ripley i Alien-serien.
Hun blev nomineret i henholdsvis 1987 og 1989 til en Oscar for bedste kvindelige hovedrolle for Alien og Gorillaer i disen. Desuden for bedste kvindelige birolle i 1989 for Working Girl.
I 2009 blev hun nomineret til en Golden Globe for bedste skuespillerinde og en Emmy Award for sin rolle i tv-filmen Prayers for Bobby.

## Udvalgt filmografi
- Annie Hall (1977)
- Alien (1979)
- Lev farligt (1982)
- Ghostbusters (1984)
- Aliens (1986)
- Gorillaer i disen (1988)
- Working Girl (1988)
- Ghostbusters II (1989)
- Alien 3 (1992)
- Dave (1993)
- Death and the Maiden (1994)
- Alien: Resurrection (1997)
- Ice storm (1999)
- Galaxy Quest (1999)
- Heartbreakers (2001)
- The Village (2004)
- Imaginary Heroes (2004)
- Infamous (2006)
- The Girl in the Park(2007)
- Vantage Point (2008)
- WALL·E (2008)
- Prayers for Bobby (2009)
- Avatar (2009)
- Syv minutter over midnat (2016)
- Ghostbusters (2016)
- The Defenders (2017)
- Ghostbusters: Afterlife (2021)